# Raniceps raninus
Raniceps raninus (Linnaeus, 1758), conosciuto anche come pesce girino o musdea atlantica è un pesce osseo marino della famiglia Gadidae. È l'unica specie del genere Raniceps.

## Distribuzione e habitat
Questa specie è diffusa nell'Oceano Atlantico nordorientale lungo le coste europee tra la città norvegese di Trondheim a nord, il Golfo di Biscaglia a sud e le isole Britanniche a ovest compreso il mar del Nord. È assente dal mar Mediterraneo. R. raninus è un pesce costiero che talvolta si può trovare nell'orizzonte inferiore della zona intertidale e può raggiungere la profondità di 100 metri. Comunemente si incontra tra 5 e 20 metri di profondità, su fondi rocciosi poco illuminati e ricchi di nascondigli. Frequenta anche i relitti. I giovani popolano profondità minori degli adulti.

## Descrizione
Come suggerito dal nome comune l'aspetto di questo pesce ricorda quello dei girini degli anfibi anuri. La testa è molto grande e larga, di aspetto rotondeggiante, costituisce un terzo della lunghezza totale dell'animale. La lunghezza e la larghezza della testa sono quasi uguali. La bocca è ampia e incisa profondamente rispetto agli altri Gadidae e il muso è sporgente. Gli occhi sono posizionati molto in avanti. Sul mento è presente un piccolo barbiglio. Le pinne dorsali sono due, la prima è piccolissima, con 3 brevi raggi, la seconda è lunga, di altezza costante. La pinna anale è simile alla seconda dorsale ma più corta. Le pinne ventrali sono piccole ma il secondo raggio è allungato fino all'origine della pinna anale. 
Il colore è marrone scuro uniforme, talvolta con riflessi violacei o bluastri, con labbra chiare.
La misura media è intorno ai 20 centimetri.

## Biologia
Si tratta di un pesce molto timido, con abitudini notturne. È un animale solitario, sedentario, che si sposta raramente e solo a breve distanza dalla tana. L'odore di questo pesce è ripugnante.

### Alimentazione
Carnivoro. Si ciba di organismi bentonici come echinodermi, molluschi, crostacei, vermi e pesciolini.

### Riproduzione
Avviene nei mesi estivi a profondità di 50-75 metri.

### Predatori
È predato dalla foca della Groenlandia.

## Pesca
Privo di importanza per la pesca e di solito considerato non commestibile a causa dell'odore disgustoso.

## Acquariofilia
Può essere ospitato all'interno di grandi acquari pubblici.